# Joseph Disse

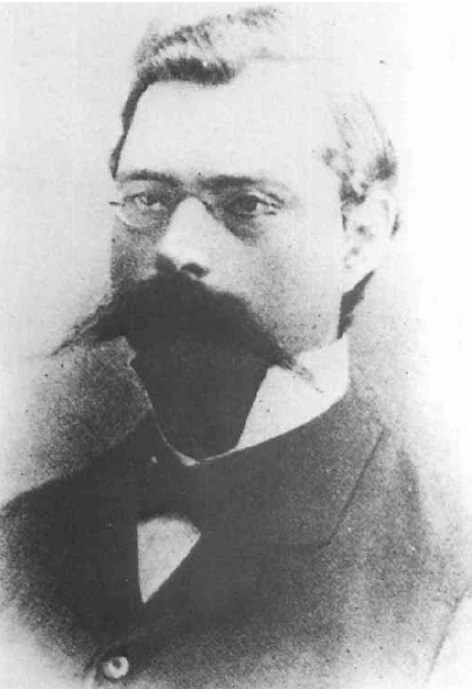
Joseph Disse (um 1890)

Joseph Hugo Vincenz Disse (* 25. Dezember 1852 in Brakel, Kreis Höxter, Provinz Westfalen, Königreich Preußen; † 9. Juli 1912 in Oberstdorf, Königreich Bayern) war ein deutscher Anatom und Histologe, der mit der Entdeckung des Disse-Raums seinen Namen in der anatomischen Nomenklatur hinterließ.
Disse gehörten zu jenen deutschen Medizinern, die als „Kontraktausländer“ einen wichtigen Beitrag zum Aufbau der modernen Medizin Japans leisteten.

## Leben
Disse wurde als Sohn des praktischen Arztes und späteren Kreisphysikus Andreas Disse geboren. Er studierte Medizin an den Universitäten Würzburg, Göttingen, München und Erlangen. Während seines Studiums wurde er in Göttingen 1870 Mitglied der Burschenschaft Brunsviga und in Erlangen 1872 Kneipgast der Burschenschaft der Bubenreuther, später deren Ehrenphilister. 1875 wurde er Assistent des für seine neuen Färbemethoden bekannt gewordenen Anatomen Joseph von Gerlach. Auf dessen Anregung entstanden Disses Beiträge zur Anatomie des menschlichen Kehlkopfes, mit denen er am 7. März 1875 promoviert wurde. Von 1876 bis 1880 war er Assistent bei dem Anatomen Heinrich Wilhelm Waldeyer (1836–1921) in Straßburg. Beide verband eine lebenslange freundschaftliche Beziehung.
1880 ging er auf Einladung der japanischen Regierung an die noch junge Universität Tokio. Nach Wilhelm Dönitz und Johann Ernst Tiegel (1849–1889) war er der dritte „Deutsche“, der in der Fakultät für Medizin die anatomische Ausbildung aufbaute. Aus dieser Zeit ist ein 1882 für den Unterricht gedruckter Grundriss der Anatomie des Menschen erhalten. 1885 kehrte Koganei Yoshikiyo (小金井 良精) aus Berlin zurück. Er hatte es bei Waldeyer, der seit 1883 als Nachfolger Karl Bogislaus Reicherts in Berlin lehrte, bis zum Assistenten gebracht und wurde nun im September jenes Jahres als erster Japaner zum Professor für Anatomie ernannt. Disse gab weiterhin Unterricht in topographischer Anatomie, erhielt aber neue Aufgaben in der Histologie und Pathologie. 1887 publizierte er zusammen mit Taguchi Kazumi (田口 和美) eine Arbeit über Das Contagium der Syphilis, die allerdings nicht zum Durchbruch führte. 1887 lief Disses Vertrag aus, und am 28. Mai verließ er Japan.
Nach seiner Rückkehr ging er zunächst nach Berlin, wechselte aber schon 1889 als Prosektor zum anatomischen Institut der Georg-August-Universität Göttingen, wo er sich unter Friedrich Merkel im selben Jahr habilitierte. Im Februar 1894 wurde er außerordentlicher Professor unter Beibehaltung seiner Prosektorstelle. Drei Monate darauf nahm er einen Ruf an das Anatomische Institut in Halle an, gab diese Stelle jedoch wegen der mangelhaften Ausstattung und Problemen in der Zusammenarbeit mit den Kollegen wieder auf und ging im Oktober als erster Prosektor und außerordentlicher Professor an die Philipps-Universität Marburg. 1907 wurde er hier Honorarprofessor. Als er 1911 an einer Tuberkulose erkrankte, musste er im November jenes Jahres seine Lehrtätigkeit aufgeben. Im folgenden Jahr starb er an einer tuberkulösen Meningitis.
In seiner wissenschaftlichen Tätigkeit lag Disses Schwerpunkt auf dem Gebiet der mikroskopischen Anatomie, der Embryologie und Histologie. Unter seinen Publikationen sind die über die Entwicklung des Riechnervs (Nervus olfactorius) und der Riechzone (Regio olfactoria) hervorzuheben. Bei dem von ihm erstmals beschriebenen Disse-Raum handelt es sich um einen 10–15 Mikrometer breiten Spalt zwischen den erweiterten Leberkapillaren und den Leberzellen. Disse verfasste auch einen Grundriss der Gewebelehre (Stuttgart: Enke, 1892) und trug mit Kapiteln zu mehreren Handbüchern bei (Heymanns Handbuch der Laryngologie und Rhinologie, Bardelebens Handbuch der Anatomie).